# Honcearove, Bilovodsk
Honcearove (în ucraineană Гончарове) este un sat în comuna Ievsuh din raionul Bilovodsk, regiunea Luhansk, Ucraina.

## Demografie
Componența lingvistică a localității Honcearove
     Ucraineană (75%)
     Rusă (25%)
Conform recensământului din 2001, majoritatea populației localității Honcearove era vorbitoare de ucraineană (75%), existând în minoritate și vorbitori de rusă (25%).